# Investitionsstau
Ein Investitionsstau liegt vor, wenn anstehende fällige Investitionen durch den Investor unterlassen werden.

## Allgemeines
Als Investoren kommen Privathaushalte, Unternehmen und der Staat mit seinen Staatsunternehmen in Frage. Der Investitionsstau betrifft alle Investitionsarten, also Erweiterungs-, Ersatz- oder Rationalisierungsinvestitionen. Bei Unternehmen gehören auch die immateriellen Investitionen (Forschung und Entwicklung) zu den Investitionen. Ihre betriebswirtschaftliche oder volkswirtschaftliche Kennzahl ist die Forschungsquote (F&E-Quote). Die Investitionstätigkeit ist von herausragender Bedeutung für das Wirtschaftswachstum eines Landes oder das Unternehmenswachstum. Das Unternehmenswachstum ist eng mit der Investitionspolitik verknüpft, weil sich das Wachstum in neuen Investitionen konkretisiert; über die Investitionen ergibt sich auch ein Zusammenhang mit der Abschreibungspolitik. Ein Investitionsstau offenbart deshalb Schwächen für ein nachhaltiges Wachstum.
Dabei stellt das Wort Investitionsstau eher eine Metapher (aus „Verkehrsstau“) dar, denn die Streitfrage, wann eine Investition vorgenommen werden müsste und nicht mehr aufgeschoben werden kann, aber dennoch nicht vorgenommen wird, ist schwer zu beantworten. Am ehesten ist diese Feststellung bei der Ersatzinvestition möglich. Sie steht an, wenn beispielsweise eine Maschine abgenutzt oder funktionsuntüchtig ist und – zur Vermeidung von Betriebsstörungen oder Fehlmengen – ersetzt werden muss. Geschieht dies nicht, liegt ein Investitionsstau vor. Bei Erweiterungs- oder Rationalisierungsinvestitionen dagegen ist der Investitionsstau schwieriger feststellbar. Werden Erweiterungsinvestitionen nicht vorgenommen, kann die Nachfrage nicht mehr vollständig bedient werden, es treten Fehlmengen auf. Ausbleibende Rationalisierungsinvestitionen machen sich durch erhöhte Wartungs- oder Personalkosten oder steigende Ausfallraten bemerkbar. Die Unterarten Modernisierungsstau und Sanierungsstau lassen darauf schließen, dass mögliche Modernisierungen nicht vorgenommen oder notwendige Sanierungen unterlassen werden.
Die klassische Bilanztheorie geht davon aus, dass es grundsätzlich notwendig sei, Investitionen in Höhe der jeweiligen Abschreibungen vorzunehmen, um eine gleichbleibende Substanzerhaltung zu betreiben. Liegen die Investitionen niedriger, stelle dies Desinvestition dar. Um die Produktionsfähigkeit aufrechtzuerhalten, müssen mindestens Investitionen in Höhe der Ersatzinvestitionen getätigt werden. Ist eine Desinvestition nicht erwünscht, so sind die notwendigen Investitionen zu einem späteren Zeitpunkt nachzuholen.

## Ursachen
Investitionsstaus sind auf fehlende Investitionsentscheidungen, ungünstiges Investitionsklima oder fehlende bzw. unzureichende Finanzierung (Eigen- und Fremdfinanzierung) zurückzuführen. Die Finanzierung stellt häufig einen Engpass dar, wenn Eigenkapital und/oder Fremdkapital nicht oder nicht in ausreichendem Umfang zur Verfügung stehen und die Investitionsausgaben nicht decken. Das hieraus resultierende Finanzrisiko hemmt die Investitionstätigkeit. Investitionsentscheidungen werden nicht getroffen, weil sich der Entscheidungsträger entweder nicht bewusst ist, dass eine Entscheidung ansteht oder er noch entscheidungsrelevante Informationen sammelt. Das Investitionsklima betrifft die wirtschaftlichen Rahmenbedingungen (Absatzplanung und Absatzrisiko, Konjunkturlage, Kreditklemme, Lagerrisiko, Steuerpolitik, Zinsniveau).
Weitere Gründe für Investitionsstaus können die gesetzlichen Rahmenbedingungen sein, wenn Gesetze oder Verwaltungsvorschriften (etwa im Baurecht), die eine staatliche Erlaubnis für bestimmte Investitionen vorsehen (Baugenehmigung), die Investition verzögern oder sogar verhindern.

## Investitionsstau in der Privatwirtschaft
Die Investitionsneigung der Unternehmen hängt auch stark von der Konjunktur ab. Bei beginnender Rezession tendieren Unternehmer dazu, geplante Investitionen zurückzustellen oder gar nicht vorzunehmen, bei sich abzeichnendem Aufschwung oder Expansion neigen sie sogar zum Vorziehen von Investitionen. Eine Erhöhung der Investitionsneigung wirkt expansiv auf das Volkseinkommen. Vor allem spielen Investitionsstaus bei Forschung und Entwicklung eine Rolle, weil sie die Wettbewerbsfähigkeit der Unternehmen verringern, wenn technologischer Fortschritt nur von der Konkurrenz wahrgenommen wird. Daher führen Investitionsstaus zu geringerem Absatzvolumen, sich verringernden Marktanteilen und behindern das Ziel der Gewinnmaximierung. Langfristig fehlt es an Produktinnovationen.
Bei der Unternehmensbewertung spielen die Einzahlungsüberschüsse des Unternehmens eine zentrale Rolle. Während im Substanzwertverfahren ein Investitionsstau über die niedrigeren Buchwerte der Anlagen automatisch zu einer Reduzierung des Unternehmenswertes führt, muss beim Ertragswertverfahren darauf geachtet werden, dass der Gewinn nicht durch einen Verzicht auf notwendige Investitionen überzeichnet wird. Ein deutlich von 1 abweichendes Marktwert-Buchwert-Verhältnis kann ein Hinweis auf einen Investitionsstau sein.

## Investitionsstau beim Staat
Der Staat sollte im Rahmen seiner Wirtschaftspolitik antizyklisches Investieren zum Staatsziel haben. Investive Staatsausgaben (etwa Infrastruktur, Straßenbau, sozialer Wohnungsbau) sollten deshalb bevorzugt in der Rezession vorgenommen werden. Bei hoher Staatsverschuldung sind jedoch der Finanzierung Grenzen gesetzt und negative Primärsalden unerwünscht, sodass Staatsinvestitionen im Rahmen der Austerität nicht stattfinden. Die Folge sind marode oder baufällige Infrastruktur (Straßenschäden auf Autobahnen, Bundesstraßen, Sanierungsbedarf bei öffentlichen Einrichtungen auch in den Gemeinden).

### Situation in Deutschland
Das gilt auch beim Bund. Beispielhaft ist der Bau des Fehmarnbelttunnels, den das dänische Parlament am 28. April 2015 genehmigte; eine Baugenehmigung auf deutscher Seite wurde erst am 3. November 2020 erteilt. Hier lag ein Investitionsstau bei einer Erweiterungsinvestition vor, denn die vorhandene dänische Genehmigung ließ auch eine zeitnahe deutsche Entscheidung erwarten. Fehlende Haushaltsmittel sind auch der Grund für die seit November 2012 bekannten Schäden der Rheinbrücke Leverkusen, die neu gebaut werden muss.
Spätestens seit Beginn der 2000er Jahre lässt sich für den öffentlichen Sektor in Deutschland großflächiger Investitionsstau feststellen, die Bruttoinvestitionen von Bund, Ländern und Gemeinden liegen seit 2001 auf dem niedrigen Niveau von gut zwei Prozent. Zwischen 1996 und 2016 sank der Anteil der investiven Ausgaben am deutschen Bruttoinlandsprodukt (BIP) von 2,5 auf nur noch 2,12 Prozent. Die Mitgliedstaaten der OECD wenden im Schnitt hingegen mehr als drei Prozent für Investitionen auf. Deutschlandweit wird der Investitionsstau auf 1,4 Billionen Euro geschätzt.
Alleine auf kommunaler Ebene betrug 2018 der Investitionsstau 158,8 Mrd. Euro. Er sank zwar 2019 auf 138,4 Mrd. Euro (darunter Schulen 42,8 Mrd. €, Straßen 36,1 Mrd. € und Verwaltungsgebäude 14 Mrd. €), danach aber, unverändert auf hohem Niveau, wieder steigend: Der Deutsche Städte- und Gemeindebund stellt auf Basis des 2021er bzw. 2024er KfW-Kommunalpanels einen kommunalen Investitionsrückstand von 149 Mrd. Euro für 2021 und von 186 Mrd. Euro für 2024 fest. Dabei entfielen im Jahr 2024 allein auf Schulen 54,8 Mrd.€, auf Straßen 48,3 Mrd.€, auf Verwaltungsgebäude 18,8 Mrd.€ sowie auf den Bereich Kinderbetreuung (Kindertagesstätten 12,7 Mrd.€).
Die Deutsche Bahn ging 2019 von einem Investitionsstau von 57 Mrd. Euro aus, davon 50 Mrd. Euro im Netz und 7 Mrd. bei Bahnhöfen., für 2023 wird sogar ein Gesamt-Investitions-Rückstand bei der DB von mehr als 80 Mrd. Euro angegeben.

### Bei Staaten mit Zentralverwaltungswirtschaften
Insbesondere sozialistische Staaten weisen typischerweise einen hohen Investitionsstau auf. In diesen Zentralverwaltungswirtschaften, legt der Staat den Anteil des Bruttosozialprodukte selbst fest, der für Konsum genutzt wird und damit auch den Rest, der investiert werden soll. Um ein relativ hohes Konsumniveau zu erreichen, müssen daher die Investitionen reduziert werden. So führte die Wirtschaftspolitik der DDR ab 1971 („Einheit von Wirtschafts- und Sozialpolitik“) dazu, dass der Anteil der Konsumtion am Nationaleinkommen von 1970 bis 1987 von 71,0 % auf 78,5 % stieg. Dementsprechend ging der Anteil der Nettoinvestitionen am im Inland verwendeten Nationaleinkommen im gleichen Zeitraum von 24,6 % auf 18,8 % zurück. Dies führte zur Verschlechterung des Zustandes der Infrastruktur und zum Zurückbleiben gegenüber dem internationalen Niveau.

## Gesamtwirtschaftlicher Investitionsstau
Auf gesamtwirtschaftlicher Ebene kann es aus bilanztheoretischer Sicht in einer Marktwirtschaft zu einem Investitionsstau kommen, wenn administrierte Preise unterhalb der Marktpreise festgelegt werden (Höchstpreise). Da in diesem Fall die Produktion der entsprechenden Güter und Dienstleistungen nicht mehr lohnend ist, wird die Investition in Anlagen zur Herstellung dieser Güter reduziert. Die bestehenden Kapazitäten werden weiter genutzt, verfallen aber mangels Ersatzinvestitionen. Ein typisches Beispiel sind die Wohnungsmärkte. Vielfach wurden die Mietpreise hier künstlich niedrig festgelegt. Die Folge war eine Reduzierung der Wohnungsbauinvestitionen, obwohl dies politisch eigentlich nicht das Ziel war. Zur Überwindung von Investitionsstaus können, so Peter Bofinger, „konjunkturgerechte Wachstumsprogramme“ dienen.
Auch der dauerhaft starke Exportüberschuss der deutschen Wirtschaft kann als ein Investitionsstau im Inland interpretiert werden.
In der Zentralplanwirtschaft verhält es sich anders. Hier werden nicht nur Preise administrativ festgelegt, sondern auch das Investitionsvolumen der vergesellschafteten Ökonomie zentral gesteuert. Künstlich niedrig gehaltene Mietpreise etwa in der DDR führten keineswegs zu einer Reduktion der Wohnungsbauinvestitionen. Jedoch war die Investitionskraft des Staates insgesamt relativ gering, sodass Investitionen etwa zur Sanierung von Altbaubeständen oft zurückgestellt werden mussten. Ein Investitionsstau kann demnach also sehr unterschiedliche, komplexe Ursachen haben.

## Statistik
Die Investitionsquote ist ein Indiz für die Investitionsfreudigkeit der Wirtschaftssubjekte. Die Bruttoanlageinvestitionen werden dabei dem Bruttoinlandsprodukt (oder Volkseinkommen) gegenübergestellt.

### Investitionsquoten
Bei den Investitionsquoten je Staat führte 2016 mit 35,7 % Irland, gefolgt von der Türkei (29,3 %), Norwegen (25,3 %) oder Tschechien (24,9 %). Deutschland lag mit 20,9 % knapp oberhalb des EU-28-Medians von 19,9 %. Auch bei Unternehmen verringerte sich die Investitionsquote. Lag die Nettoinvestitionsquote 1992 noch bei 9,2 %, so sank sie über die Jahre kontinuierlich auf 2,6 % (2017).
Aktuellere weltweite Daten enthält die Liste Gesamtinvestitionsquoten je Staat. Die Gesamtinvestitionsquote wird zudem oft noch unterteilt in Staatsinvestitionsquote und Unternehmensinvestitionsquote. Gemäß Destatis ist in Deutschland die Investitionsquote des Staates von 3,1 % im Jahr 1991 bis 2023 auf 2,6 % gefallen, zudem fiel die der nichtstaatlichen Sektoren von 21,8 % im Jahr 1991 auf 19,3 % im Jahr 2023, somit ist dabei insgesamt ein Rückgang von 24,9 % auf 21,9 % festzusllen.
Staaten oder Unternehmen mit kontinuierlich geringeren Investitionsquoten verlieren langfristig den Anschluss an die internationale Entwicklung.

### Forschungsquoten
Bei den Forschungsquoten führte 2016 weltweit Südkorea (4,23 %), gefolgt von Japan (3,29 %), Schweden (3,25 %), Österreich (3,09 %), Deutschland (2,94 %), Dänemark (2,87 %) oder USA (2,79 %). Für 2022 weist das Bundesministerium für Bildung und Forschung für Deutschland eine Forschungsquote von 3,07 % aus und stellt dabei eine ungefähre prozentuale Konstanz für die vergangenen zehn Jahren fest, 2012 betrug sie 2,82 %. Das Verhältnis der Forschungs- und Entwicklungsaufwendungen zum Bruttoinlandsprodukt in Österreich der vergangenen Jahre ist ähnlich mit leicht höheren Prozentsätzen und betrug 2023 rund 3,2 %, 2024 circa 3,34 %.